# Abandonware
Abandonware, u doslovnom prijevodu na hrvatski jezik napuštena roba, ili sinonim orphanware predstavlja proizvode koji se više ne proizvode, za koje više ne postoji proizvođačka podrška ili za koje autorska prava nisu najjasnija zbog raznih razloga. Abandonware može biti softver ili neki uređaj koji su kompjuterizirani na neki način, kao što su računalne igre, uredski paketi, pomoćni programi ili mobiteli.
Čest je slučaj da softver kojeg se klasificiralo kao abandonware nije javnim dobrom, vlasnici mu se nikad nisu odrekli autorskih prava tako da neka tvrtka ili osoba još uvijek ima isključiva prava. Time distribuirati bez naknade takav softver bez vlasnikova dopuštenja se smatra kršenjem autorskih prava, no u praksi vlasnici prava rijetko što čine po tom pitanju da bi obranili svoja prava.

## Vrste
- komercijalni softver koji više nema podršku, ali je u vlasništvu žive tvrtke
- komercijalni softver koji više nema podršku, u vlasništvu je tvrtke koja više ne postoji
- shareware čiji ga autor još uvijek drži dostupnim
- shareware koji nema podršku ili kojeg se ne održava
- programi otvorena koda i freeware koji su napušteni

## Usporedi
- deprekacija
- sirotanska tehnologija
- shareware
- demo
- freeware
- vaporware
- shovelware (crapware, garbageware)
- adware
- donationware
- otvoreni kod
- nagware
- glossyware
- beerware
- groupware
- crudware
- Humanware
- trialware

## Vanjske poveznice
- Bug[neaktivna poveznica] Weboteka: Abandonia